# 伊比拉茹巴
伊比拉茹巴是巴西伯南布哥州的一个市镇。总面积190平方公里，总人口7482人，人口密度39.4人/平方公里。